# Ceradenia meridensis
Ceradenia meridensis är en stensöteväxtart som först beskrevs av Kl., och fick sitt nu gällande namn av Luther Earl Bishop. Ceradenia meridensis ingår i släktet Ceradenia och familjen Polypodiaceae. Inga underarter finns listade.